# Albatros Flugzeugwerke

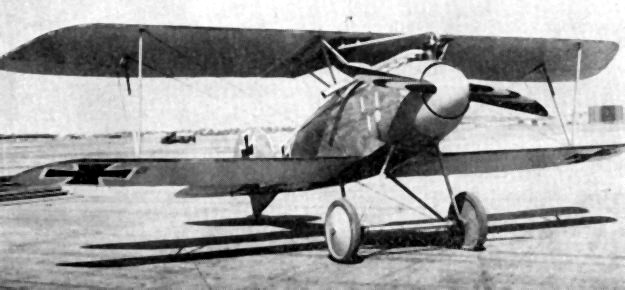
Uno de los aviones construidos por la firma Albatros Flugzeugwerke

Albatros Flugzeugwerke fue una compañía alemana fabricante de aviones, conocida sobre todo por los aparatos que proporcionó al Cuerpo Aéreo del Imperio Alemán (Luftstreitkräfte) durante la Primera Guerra Mundial. 
La sede se encontraba en Adlershof, Berlín, donde fue fundada por Walter Huth y Otto Wiener a finales de 1909. Produjo algunos de los cazas más capaces de la Primera Guerra Mundial, especialmente los Albatros D.III y Albatros D.V. Tras la guerra siguió produciendo aviones hasta su fusión con Focke-Wulf en 1931.

## Historia
La compañía fue fundada en Berlín-Johannisthal a finales de 1909 por Enno Walther Huth como la Albatros Werke AG. El primer avión de la compañía producido fue el monoplano francés Antoinette, que se construyó bajo licencia.
Después produjeron varias versiones del monoplano Etrich Taube, así como el biplano Doppeltaube que utilizaba la misma plataforma básica. Una variedad de otros biplanos, con formas de alas más convencionales fueron también construidas y puesto en vuelo.
En 1912, se construyeron cinco Albatros F-2. Este era un desarrollo del biplano francés Farman III (de aquí la letra F) con una góndola para la tripulación y un motor en línea Argus en lugar del motor original de rotación Gnome Omega. Cuatro fueron vendidos a Bulgaria donde tomaron parte activa en las guerras balcánicas de 1912-1913.
El 16 de octubre de 1919, uno de estos llevó a cabo la primera misión de combate en Europa.
Durante la I Guerra Mundial, Albatros Flugzeugwerke produjo unos 10.300 aviones, incluyendo cazas, bombarderos y aviones de reconocimiento. Después de la guerra, se llevó a cabo la producción de varios tipos de aviones civiles.

## Aparatos
| Modelo               | Primer vuelo    | Construidos  | Tipo                    |
| -------------------- | --------------- | ------------ | ----------------------- |
| Albatros Al 101      | 1930            | 71           | Avión de entrenamiento  |
| Albatros Al 102      |                 |              |                         |
| Albatros Al 103      |                 |              |                         |
| Albatros B.I         | 1913            |              | Avión de reconocimiento |
| Albatros B.II        | 1914            |              | Avión de reconocimiento |
| Albatros C.I         | 1915            |              | Avión de reconocimiento |
| Albatros C.II        |                 |              | Avión de reconocimiento |
| Albatros C.III       |                 |              | Avión de reconocimiento |
| Albatros C.IV        |                 |              | Avión de reconocimiento |
| Albatros C.V         | 1916            | Aprox. 400   | Avión de reconocimiento |
| Albatros C.VII       |                 | Más de 600   | Avión de reconocimiento |
| Albatros C.VIII      |                 |              |                         |
| Albatros C.IX        |                 |              |                         |
| Albatros C.X         | 1917            | Más de 300   | Avión de reconocimiento |
| Albatros C.XII       |                 |              | Avión de reconocimiento |
| Albatros C.XIV       |                 |              | Avión de reconocimiento |
| Albatros C.XV        | 1918            |              | Avión de reconocimiento |
| Albatros D.I         | 1916            | 50           | Caza                    |
| Albatros D.II        | 1916            | 291          | Caza                    |
| Albatros D.III       | Agosto de 1916  | 1.866        | Caza                    |
| Albatros D.IV        | 1917            | 3            | Caza                    |
| Albatros D.V         | Mayo de 1917    | Aprox. 2.500 | Caza                    |
| Albatros D.VI        | 1917            | 1            | Caza                    |
| Albatros D.VII       | Agosto de 1917  | 1            | Caza                    |
| Albatros D.VIII      |                 |              |                         |
| Albatros D.IX        | 1917            | 1            | Caza                    |
| Albatros D.X         |                 | 1            | Caza                    |
| Albatros D.XI        | Febrero de 1918 | 2            | Caza                    |
| Albatros D.XII       | Marzo de 1918   | 2            | Caza                    |
| Albatros Dr.I        | 1917            | 1            | Caza triplano           |
| Albatros Dr.II       | 1918            | 1            | Caza triplano           |
| Albatros G.I         |                 |              |                         |
| Albatros G.II        | 1916            | 1            | Bombardero              |
| Albatros G.III       | 1916            |              | Bombardero              |
| Albatros H 1         |                 |              |                         |
| Albatros J.I         |                 | Aprox. 240   | Avión de ataque         |
| Albatros J.II        |                 |              | Avión de ataque         |
| Albatros L 30        |                 |              |                         |
| Albatros L 56        |                 |              |                         |
| Albatros L 57        |                 |              |                         |
| Albatros L 58        | 1923            | 7            | Avión comercial         |
| Albatros L 59        | 1923            |              | Avión comercial         |
| Albatros L 60        | 1923            |              | Avión comercial         |
| Albatros L 65        | 1925            | 2            | Avión de reconocimiento |
| Albatros L 66        |                 |              |                         |
| Albatros L 67        |                 |              |                         |
| Albatros L 68        | 1920            |              | Avión de entrenamiento  |
| Albatros L 69        | 1925            | 4            | Avión de entrenamiento  |
| Albatros L 70        |                 |              |                         |
| Albatros L 71        |                 |              |                         |
| Albatros L 72        | 1926            | 4            | Avión comercial         |
| Albatros L 73        | 1926            | 4            | Avión comercial         |
| Albatros L 74        |                 |              |                         |
| Albatros L 75 Ass    | 1928            | 43           | Avión de entrenamiento  |
| Albatros L 76        |                 |              |                         |
| Albatros L 77        | 1928            | 4            | Caza / reconocimiento   |
| Albatros L 78        |                 |              |                         |
| Albatros L 79        | 1929            | 2            | Avión acrobático        |
| Albatros L 81        |                 |              |                         |
| Albatros L 82        | 1929            | 72           | Avión de entrenamiento  |
| Albatros L 83        |                 |              |                         |
| Albatros L 84        | 1935            | 5            | Caza                    |
| Albatros L 100       | 1930            | 1            | Avión de competición    |
| Albatros Doppeltaube | 1910            |              | Avión militar multiuso  |
| Albatros Taube       |                 |              | Avión militar multiuso  |
| Albatros W.4         | 1916            | 128          | Hidroavión de caza      |
| Albatros W.5         |                 | 5            | Hidroavión torpedero    |